# فاتحان
فاتحان (انگلیسی: The Victors) فیلمی در ژانر جنگی و درام به کارگردانی کارل فورمن است که در سال ۱۹۶۳ منتشر شد.

## خلاصه فیلم
در ابتدای داستان «تراور» (جرج همیلتون) و «چیس» (جرج پپارد) که سربازان جوان پیاده‌نظام در ارتش آمریکا هستند، در زمان جنگ جهانی دوم برای خدمت به انگلستان اعزام می‌شوند و بعد به همراه جوخه‌شان در ایتالیا می‌جنگند. در پیشروی نیروهای متفقین در فرانسه و عملیات آزادی یک اردوگاه کار اجباری مشارکت می‌کنند و در نهایت وارد برلین اشغالی می‌شوند. این دو در کنار فرمانده‌شان، «گروهبان کریگ» (ایلای والاک)، مردی خشن و فیلسوف‌مآب، روابطی عاطفی پیدا می‌کنند و هر یک به نوعی قربانی فجایع جنگ می‌شوند…

## بازیگران
- جرج پپارد
- رومی اشنایدر
- وینس ادواردز
- جرج همیلتون
- ملینا مرکوری
- ژن مورو
- موریس رونه
- روزانا اسکیافینو
- الکه زومر
- زنتا برگر
- ایلای والاک
- پیتر فوندا
- آلبرت فینی
- آلف چلین
- پیتر آرن
- پیتر وان
- میکی ناکس
- ال وکسمن
- جان کراوفورد
- آدولف هیتلر
- وینستون چرچیل
- دوایت آیزنهاور
- ژوزف استالین
- شرلی تمپل
- ماریان استون
- مایلو اسپربر
- میکی ناکس